# Værebroparken
Værebroparken er et boligområde med etagebebyggelse, der er beliggende i Bagsværd tæt ved Hillerødmotorvejen og Smørmosen.
Området er opført i 1960'erne og består af ca. 1.400 almennyttige lejligheder i otteetagers ejendomme.
Nærmeste S-togsstation er Skovbrynet, der ligger små 1 km. væk. Bagsværd Station er næsten lige så tæt på, og den nemmeste at komme til med bus.
I boligområdet ligger Skovbrynet Skole, der er en international profilskole. Der er også både Værebro Stadion, et bibliotek, et beboerhus samt 2 daginstitutioner.
Området er opkaldt efter Værebro Å, som har sit udspring i den nærliggende Smørmose.

## Busterminal
Værebroparken har en busterminal med 2 stoppesteder:
- 165 mod Herlev st.; 165 mod Gladsaxe Trafikplads
- 166 mod Vallensbæk st.